# Tennis (album)
Tennis è il terzo album in studio del musicista britannico Chris Rea, pubblicato nel 1980.

## Tracce
1. Tennis – 5:18
2. Sweet Kiss – 4:33
3. Since I Don't See You Anymore – 3:41
4. Dancing Girls – 4:02
5. No Work Today – 2:33
6. Every Time I See You Smile – 6:18
7. For Ever And Ever – 4:09
8. Good News – 3:54
9. Friends Across the Water – 3:45
10. Distant Summers – 2:10
11. Only With You – 3:42
12. Stick It – 5:19